# Seleção Dominicana de Handebol Masculino
A Seleção Dominicana de Handebol Masculino é a equipe que representa a República Dominicana nas competições internacionais de handebol organizadas pela Confederação da América do Norte e do Caribe de Handebol (NACHC), pela Federação Internacional de Handebol (IHF) e pelo Comitê Olímpico Internacional (COI), e é governada pela Federacion Dominicana de Balonmano. 

## Histórico
A República Dominicana participou de 2 edições do Campeonato Pan-Americano de Handebol Masculino em 2000 e 2010, participaria da edição de 2012, mas acabou desistindo, e de três edições dos Jogos Pan-Americanos, em 2003 quando foi país-sede, em 2015 e 2023, obtendo a 7ª colocação em 2023 e a 8ª colocação nas duas últimas participações..  

## Competições

### Campeonato Pan-Americano
| Ano  | Fase                | Posição | JG | V | E | D | GF  | GS  | DF  |
| ---- | ------------------- | ------- | -- | - | - | - | --- | --- | --- |
| 2000 | Disputa do 5º lugar | 6º      | 5  | 2 | 0 | 3 | 130 | 172 | -42 |
| 2010 | Disputa do 7º lugar | 8º      | 5  | 0 | 0 | 5 | 98  | 155 | -57 |

### Jogos Pan-Americanos
| Ano               | Fase                      | Posição | JG | V | E | D | GF  | GS  | DF  |
| ----------------- | ------------------------- | ------- | -- | - | - | - | --- | --- | --- |
| São Domingos 2003 | Disputa do 7º lugar       | 7º      | 5  | 2 | 0 | 3 | 135 | 160 | -25 |
| Toronto 2015      | Disputa do 7º lugar       | 8º      | 5  | 0 | 0 | 5 | 123 | 176 | -53 |
| Santiago 2023     | Classificação 5º–8º lugar | 8º      | 5  | 0 | 0 | 5 | 117 | 153 | -36 |

### Jogos Centro-Americanos e do Caribe
| Ano               | Fase              | Posição | JG | V | E | D | GF  | GS  | DF  |
| ----------------- | ----------------- | ------- | -- | - | - | - | --- | --- | --- |
| São Domingos 2002 | Final             | 1º      | 6  | 5 | 0 | 1 | 165 | 130 | +35 |
| Cartagena 2006    | Final             | 1º      | 4  | 4 | 0 | 0 | 134 | 103 | +31 |
| Mayagüez 2010     | Final             | 1º      | 4  | 4 | 0 | 0 | 178 | 96  | +82 |
| Veracruz 2014     | Final             | 2º      | 5  | 4 | 0 | 1 | 158 | 122 | +36 |
| Barranquilla 2018 | Disputa do bronze | 4º      | 5  | 2 | 0 | 3 | 162 | 141 | +21 |
| San Salvador 2023 | Final             | 2º      | 5  | 3 | 0 | 2 | 140 | 126 | +14 |

### Copa Caribe de Handebol
| Ano  | Fase              | Posição | JG | V | E | D | GF  | GS  | DF  |
| ---- | ----------------- | ------- | -- | - | - | - | --- | --- | --- |
| 2013 | Final             | 1º      | 4  | 3 | 0 | 1 | 116 | 111 | +5  |
| 2017 | Disputa do bronze | 3º      | 6  | 3 | 1 | 2 | 164 | 166 | -2  |
| 2022 | Final             | 1º      | 4  | 4 | 0 | 0 | 112 | 101 | +11 |

### Campeonato das Nações Emergentes da América do Norte e Caribe da IHF
| Ano  | Fase              | Posição | JG | V | E | D | GF  | GS  | DF   |
| ---- | ----------------- | ------- | -- | - | - | - | --- | --- | ---- |
| 2019 | Disputa do bronze | 3º      | 5  | 4 | 0 | 1 | 219 | 115 | +104 |

### Campeonato Nor.Ca. de Handebol Masculino
| Ano  | Fase       | Posição | JG | V | E | D | GF  | GS  | DF  |
| ---- | ---------- | ------- | -- | - | - | - | --- | --- | --- |
| 2018 | Fase única | 6º      | 5  | 0 | 1 | 4 | 124 | 156 | –32 |